# Carne cruda
Carne Cruda és un programa de ràdio espanyola presentat i dirigit per Javier Gallego Garrido «Crudo». Va començar a Radio 3 i es va emetre de dilluns a divendres de 14.00 a 15.00 des de l'1 d'octubre de 2009 fins a la seva polèmica cancel·lació el 31 d'agost de 2012. Al novembre de 2012, quan ja no s'emetia, va rebre el premi Ondas al millor programa de ràdio de 2012.
Carne Cruda és un programa d'opinió, satíric caracteritzat per les seves crítiques als governs d'Espanya i el seu compromís amb diverses causes de col·lectius i ideologia d'esquerra. Javier Gallego ha entrevistat en el seu programa a músics, artistes, creadors, escriptors i activistes socials. Pel programa han passat artistes com Barón Rojo, Peret, Los Delinqüentes, Fermín Muguruza, Sasha Agranov o Paolo Angeli, personalitats com Neil Harbisson, Joaquín Reyes o Julio Anguita o moviments socials como el 15M i la Marea Verde.
El programa es va emetre a la Cadena Ser amb el nom Carne Cruda 2.0 els dimecres i divendres de 16.00 a 17.00 hores fins al 9 de novembre de 2014, quan van finalitzar el seu acord contractual perquè ja no compartien objectius ni hi havia la mateixa sintonia entre les parts que quan van començar. Des d'octubre de 2014 s'emet de manera independent, en format podcast, finançat per les aportacions dels seus oïdors, des de Spreaker, www.carnecruda.es i eldiario.es, en col·laboració amb aquest mitjà.

## Cancel·lació del programa en RNE
Després de la nova victòria electoral del PP, aquest renova la directiva de RTVE, prenent Leopoldo González-Echenique el càrrec de president de RTVE i Manuel Ventero el de director de RNE. A causa d'això, el 31 d'agost de 2012, el programa Carne Cruda va ser retirat de la graella de Radio 3.
La cadena va apel·lar «motius econòmics» però Javier Gallego va afirmar que la cancel·lació del programa responia a motius polítics.
En un article publicat a eldiario.es, Gallego va explicar com el nou director de Radio 3, Tomás Fernando Flores, li havia assegurat que el programa continuaria la pròxima temporada. El mes d'agost de 2012, estant Javier Gallego de vacances, es va conèixer la notificació de la cancel·lació de Carne Cruda, l'última emissió de la qual va ser el divendres 31 d'agost.
Tomás Fernando Flores, en una entrevista al diari El mundo va explicar que cancel·lava Carne Cruda per ser "molt car" i pel seu "toc sensacionalista".

## Especial a la Red de Medios Comunitarios (ReMC)
El 28 de setembre de 2012, realitzat a Radio Vallekas i transmès per totes aquelles emissores que volguessin connectar amb ella, es va emetre un programa especial de més de 3 hores de durada.

## Carne Cruda 2.0
El 8 de gener de 2013 va començar a emetre's de nou en la Cadena Ser sota el nom Carne Cruda 2.0, emès els dimecres i els divendres de 16.00 a 17.00.
Si bé, el seu pas per aquesta emissora seria efímer, ja que el 9 de juliol de 2014, Gallego va anunciar que donava per finalitzada la seva etapa a la Cadena SER, al·legant que "Hem treballat amb total independència i autonomia. Simplement, ara no coincidim en les línies a seguir i no hi ha buit per a nosaltres", donant a entendre que era per discrepàncies amb la línia de l'emissora.

## CarneCruda.es
Des de setembre de 2014, Carne Cruda s'emet en internet sota el paraigua d'eldiario.es. En la quarta temporada (2017/2018) tenen tres programes en directe els dimarts, dimecres i dijous a les 10h. També pots escoltarCarne Cruda a Spreaker.